# Chamiló
Chamiló är en ort i Grekland.   Den ligger i prefekturen Nomós Kilkís och regionen Mellersta Makedonien, i den norra delen av landet, 400 km norr om huvudstaden Aten. Chamiló ligger 166 meter över havet och antalet invånare är 140.
Terrängen runt Chamiló är kuperad åt sydväst, men åt nordost är den platt. Runt Chamiló är det ganska glesbefolkat, med 38 invånare per kvadratkilometer. Närmaste större samhälle är Polýkastro, 14,3 km sydost om Chamiló. 